# Crotonogyne
Crotonogyne es un género perteneciente a la familia de las euforbiáceas con 16 especies de árboles o arbustos.

## Taxonomía
El género fue descrito por Johannes Müller Argoviensis y publicado en Flora 47: 535. 1864. La especie tipo es: Crotonogyne manniana Müll. Arg.

## Especies
- Crotonogyne angustifolia
- Crotonogyne argentea
- Crotonogyne caterviflora
- Crotonogyne chevalieri
- Lista completa de especies